# Vidiná
Vidiná es un municipio del distrito de Lučenec en la región de Banská Bystrica, Eslovaquia, con una población estimada a final del año 2024 de 1704 habitantes.
Se encuentra ubicado en el centro-sur de la región, en el valle del río Ipoly —un afluente izquierdo del Danubio— y cerca de la frontera con Hungría.

## Demografía
| Año        | 1994 | 2004    | 2014    | 2024    |
| ---------- | ---- | ------- | ------- | ------- |
| Población  | 1726 | 1851    | 1830    | 1704    |
| Diferencia |      | +7,24 % | −1,13 % | −6,88 % |

| Año        | 2023 | 2024    |
| ---------- | ---- | ------- |
| Población  | 1702 | 1704    |
| Diferencia |      | +0,11 % |